# Memphis Depay
Memphis Depay (ur. 13 lutego 1994 w Moordrechcie) – holenderski piłkarz pochodzenia ghańskiego, występujący na pozycji napastnika w brazylijskim klubie Corinthians Paulista oraz w reprezentacji Holandii. Brązowy medalista Mistrzostw Świata 2014 i Mistrzostw Europy 2024. Uczestnik Mistrzostw Świata 2022 oraz Mistrzostw Europy 2020 i 2024.
Złoty medalista Mistrzostw Europy U-17 2011, srebrny medalista Ligi Narodów UEFA 2018/2019.

## Kariera klubowa
Memphis Depay w wieku 9 lat przeniósł się z rodzinnego Moordrechtu do Sparty Rotterdam, którą opuścił trzy lata później na rzecz PSV Eindhoven.
Jego pierwszy mecz w Eredivisie miał miejsce 26 lutego 2012, kiedy to na Philips Stadion PSV Eindhoven podejmowało Feyenoord. Depay zmienił wówczas w doliczonym czasie gry Zakarię Labyada, a mecz zakończył się wynikiem 3:2 dla gospodarzy. 18 marca tego samego roku, sześć minut po wejściu na boisko (zmienił Driesa Mertensa), strzelił swojego pierwszego gola w lidze dla PSV Eindhoven ustalając wynik meczu z Heerenveen na 5:1.
W sezonie 2014/2015 zdobył z PSV Eindhoven mistrzostwo Holandii, natomiast sam z dorobkiem 22 bramek został królem strzelców Eredivisie.
12 czerwca 2015, za ok. 34 mln euro przeniósł się z PSV Eindhoven do Manchesteru United, podpisując z angielskim klubem czteroletni kontrakt z możliwością przedłużenia o kolejny rok. Otrzymał koszulkę z numerem 7. W Premier League zadebiutował 8 sierpnia 2015 w meczu pierwszej kolejki sezonu przeciwko Tottenhamowi Hotspur, wygranym przez Manchester United 1:0. Swoje dwie pierwsze bramki dla drużyny z Old Trafford, strzelił 18 sierpnia 2015 w wygranym 3:1, pierwszym meczu rundy play-off Ligi Mistrzów przeciwko Club Brugge. W tym samym meczu zaliczył również asystę przy bramce Marouane'a Fellainiego. 26 września 2015 w meczu z Sunderlandem A.F.C. (3:0), po asyście Juana Maty, zdobył swoją pierwszą bramkę w Premier League. W sezonie 2015/2016 zdobył z Manchesterem United, Puchar Anglii. Łącznie w barwach ''Czerwonych Diabłów'', rozegrał 53 spotkania, w których zdobył 7 bramek i zanotował 6 asyst.
20 stycznia 2017 za ok. 18 mln euro przeszedł z Manchesteru United do Olympique Lyon, podpisując czteroipółletni kontrakt z francuskim klubem. W Ligue 1 zadebiutował 22 stycznia 2017 w wygranym 3:1, derbowym meczu z Olympique Marsylia, zmieniając w 79. minucie spotkania, Mathieu Valbuenę. 8 lutego 2017, podczas ligowego meczu z AS Nancy (4:0), zdobył swoją premierową bramkę dla Olympique Lyon. 12 marca 2017 w wygranym 4:0, meczu z Toulouse FC, zdobył dwie bramki, w tym jedną z odległości 46 metrów.
Po wygaśnięciu kontraktu przeniósł się do FC Barcelony 9 czerwca 2021 podpisał dwuletni kontrakt.

## Statystyki

### Klubowe
(aktualne na 3 czerwca 2025)
| Klub                    | Sezon              | Liga                          | Liga  | Liga   | Puchar kraju | Puchar kraju | Puchar ligi | Puchar ligi | Europa | Europa | Inne  | Inne   | Suma  | Suma   |
| Klub                    | Sezon              | Liga                          | Mecze | Bramki | Mecze        | Bramki       | Mecze       | Bramki      | Mecze  | Bramki | Mecze | Bramki | Mecze | Bramki |
| ----------------------- | ------------------ | ----------------------------- | ----- | ------ | ------------ | ------------ | ----------- | ----------- | ------ | ------ | ----- | ------ | ----- | ------ |
| PSV Eindhoven           | 2011/2012          | Eredivisie                    | 8     | 3      | 3            | 2            | –           | –           | –      | –      | –     | –      | 11    | 5      |
| PSV Eindhoven           | 2012/2013          | Eredivisie                    | 20    | 2      | 4            | 1            | –           | –           | 5      | 0      | 1     | 0      | 30    | 3      |
| PSV Eindhoven           | 2013/2014          | Eredivisie                    | 32    | 12     | 1            | 0            | –           | –           | 10     | 2      | –     | –      | 43    | 14     |
| PSV Eindhoven           | 2014/2015          | Eredivisie                    | 30    | 22     | 1            | 0            | –           | –           | 9      | 6      | –     | –      | 40    | 28     |
| PSV Eindhoven           | Ogólnie            | Ogólnie                       | 90    | 39     | 9            | 3            | –           | –           | 24     | 8      | 1     | 0      | 124   | 50     |
| Manchester United       | 2015/2016          | Premier League                | 29    | 2      | 2            | 0            | 3           | 0           | 11     | 5      | –     | –      | 45    | 7      |
| Manchester United       | 2016/2017          | Premier League                | 4     | 0      | –            | –            | 1           | 0           | 3      | 0      | –     | –      | 8     | 0      |
| Manchester United       | Ogólnie            | Ogólnie                       | 33    | 2      | 3            | 0            | 3           | 0           | 14     | 5      | 0     | 0      | 53    | 7      |
| Olympique Lyon          | 2016/2017          | Ligue 1                       | 17    | 5      | 1            | 0            | –           | –           | –      | –      | –     | –      | 18    | 5      |
| Olympique Lyon          | 2017/2018          | Ligue 1                       | 36    | 19     | 4            | 0            | 1           | 0           | 10     | 3      | –     | –      | 51    | 22     |
| Olympique Lyon          | 2018/2019          | Ligue 1                       | 29    | 6      | 2            | 1            | 1           | 0           | 8      | 1      | –     | –      | 40    | 8      |
| Olympique Lyon          | 2019/2020          | Ligue 1                       | 13    | 9      | –            | –            | 1           | 0           | 8      | 6      | –     | –      | 22    | 15     |
| Olympique Lyon          | 2020/2021          | Ligue 1                       | 37    | 20     | 3            | 2            | –           | –           | –      | –      | –     | –      | 40    | 22     |
| Olympique Lyon          | Ogólnie            | Ogólnie                       | 139   | 63     | 10           | 3            | 3           | 0           | 26     | 10     | 0     | 0      | 178   | 76     |
| FC Barcelona            | 2021/2022          | Primera División              | 28    | 12     | 0            | 0            | –           | –           | 9      | 1      | 1     | 0      | 38    | 13     |
| FC Barcelona            | 2022/2023          | Primera División              | 2     | 1      | 1            | 0            | –           | –           | 1      | 0      | –     | –      | 4     | 1      |
| FC Barcelona            | Ogólnie            | Ogólnie                       | 30    | 13     | 1            | 0            | 0           | 0           | 10     | 1      | 1     | 0      | 42    | 14     |
| Atlético Madryt         | 2022/2023          | Primera División              | 8     | 4      | 1            | 0            | –           | –           | 0      | 0      | 0     | 0      | 9     | 4      |
| Atlético Madryt         | 2023/2024          | Primera División              | 23    | 5      | 5            | 3            | –           | –           | 3      | 1      | 0     | 0      | 31    | 9      |
| Atlético Madryt         | Ogólnie            | Ogólnie                       | 31    | 9      | 6            | 3            | 0           | 0           | 3      | 1      | 0     | 0      | 40    | 13     |
| SC Corinthians Paulista | 2024               | Campeonato Brasileiro Série A | 11    | 7      | 0            | 0            | 0           | 0           | 3      | 0      | 0     | 0      | 14    | 7      |
| SC Corinthians Paulista | 2025               | Campeonato Brasileiro Série A | 8     | 3      | 12           | 2            | 0           | 0           | 8      | 1      | 0     | 0      | 28    | 6      |
| SC Corinthians Paulista | Ogólnie            | Ogólnie                       | 19    | 10     | 12           | 2            | 0           | 0           | 11     | 1      | 0     | 0      | 42    | 13     |
| Ogólnie w karierze      | Ogólnie w karierze | Ogólnie w karierze            | 342   | 136    | 41           | 11           | 6           | 0           | 88     | 26     | 2     | 0      | 479   | 173    |

### Reprezentacyjne
(aktualne na 3 czerwca 2025)
| Reprezentacja | Rok     | Mecze | Bramki |
| ------------- | ------- | ----- | ------ |
| Holandia      | 2013    | 2     | 0      |
| Holandia      | 2014    | 10    | 2      |
| Holandia      | 2015    | 8     | 1      |
| Holandia      | 2016    | 6     | 2      |
| Holandia      | 2017    | 7     | 3      |
| Holandia      | 2018    | 10    | 5      |
| Holandia      | 2019    | 8     | 6      |
| Holandia      | 2020    | 7     | 2      |
| Holandia      | 2021    | 16    | 17     |
| Holandia      | 2022    | 11    | 5      |
| Holandia      | 2023    | 2     | 1      |
| Holandia      | 2024    | 10    | 2      |
| Holandia      | 2025    | 2     | 1      |
| Łącznie       | Łącznie | 100   | 47     |

## Sukcesy

### PSV Eindhoven
- Mistrzostwo Holandii: 2014/2015
- Puchar Holandii: 2011/2012
- Superpuchar Holandii: 2012

### Manchester United
- Puchar Anglii: 2015/2016
- Puchar Ligi Angielskiej: 2016/2017

### FC Barcelona
- Superpuchar Hiszpanii: 2022/2023

### Holandia U-17
Mistrzostwa Europy U-17
- Mistrzostwo: 2011

### Holandia
Mistrzostwa świata
- 3. miejsce: 2014

Liga Narodów UEFA
- Wicemistrzostwo: 2018/2019

### Indywidualne
- Król strzelców Eredivisie: 2014/2015 (22 gole)
- Król strzelców europejskich eliminacji MŚ 2022: 2021 (12 goli)[12]

### Wyróżnienia
- Piłkarski Talent Roku w Holandii: 2014/2015
- Piłkarz miesiąca Ligue 1: Kwiecień 2018[13]
- Gol sezonu Ligue 1: 2016/2017[14]
- Drużyna sezonu Ligue 1: 2020/2021[15]